# Eva Larsson
Eva Larsson (27 de fevereiro de 1973) é uma ex-futebolista profissional sueca que atuava como meia.

## Carreira
Eva Larsson fez parte do elenco da Seleção Sueca de Futebol Feminino, nas Olimpíadas de 1996.